# أزكجوار عبد الله
أزكجوار عبد الله كان ملكًا أفريغيًّا لخوارزم من أواخر القرن الثامن حتى أوائل القرن التاسع. التاريخ الدقيق لفترة حكمه غير مؤكد. تولى العرش بعد عام 762، ولكن ليس بعد عام 783 أو 787. كان حفيد سلفه سواشفان. اشتهر أزكجوار عبد الله باعتناقه الإسلام، واتخذ الاسم عبد الله. وكان أيضًا آخر ملك إفريغي يسك العملات المعدنية على طراز قبل الإسلام. تشير أحدث عملة اُكتشفَت لأزكجوار عبد الله إلى سيده الطاهري طاهر بن حسين، الذي حكم خراسان نيابة عن الخلافة العباسية في 821-822 م. خلف أزكجوار عبد الله منصور.